# Buwajti
Buwajti (arab. بويطي) – wieś w Syrii, w muhafazie Idlib. W 2004 roku liczyła 784 mieszkańców.